# ملعب لينيتي
ملعب لينيتي هو ملعب متعدد الاستخدام يقع في فيكتوريا عاصمة سيشل. غالبا ما يتم استخدامه لمباريات كرة القدم. يسع الملعب لجلوس 10 ألف متفرج. يعتبر الملعب الرسمي الذي يخوض فيه منتخب سيشل مبارياته الدولية. تم بنائه في 1992 .